# ヨーロッパモグラ
ヨーロッパモグラ（欧羅巴土竜、Talpa europaea）は、真無盲腸目モグラ科の哺乳類である。英語では、Common MoleやNorthern Moleとも呼ばれる。
このモグラは地下のトンネルに住む。トンネルは常に拡張され、餌を狩るのに用いられる。通常は掘られた土は表面に押し出され、特徴的な「モグラ塚」を形成する。主にミミズを食べるが、昆虫やムカデ、時にはネズミやトガリネズミを食べることもある。唾液には毒が含まれ、特にミミズを麻痺させる効果がある。
体は約12ｃｍの円筒形であり、メスは通常オスよりも小さい。目は小さく毛皮の下に隠れ、また耳も小さい。毛皮は暗い灰色である。白色、ライトグレー、黄褐色、茶色、黒色の毛皮のヨーロッパモグラも報告されている。

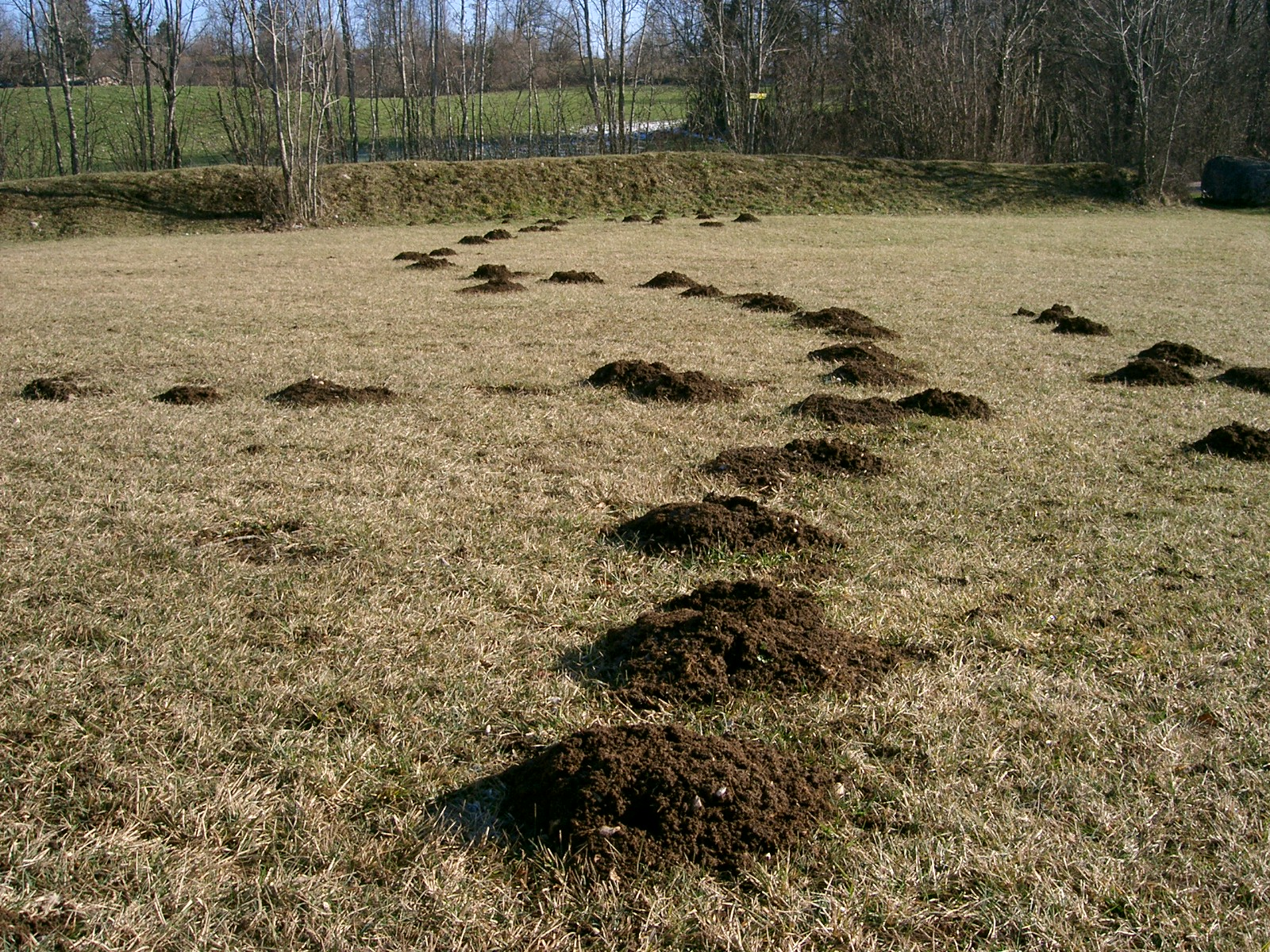
モグラ塚
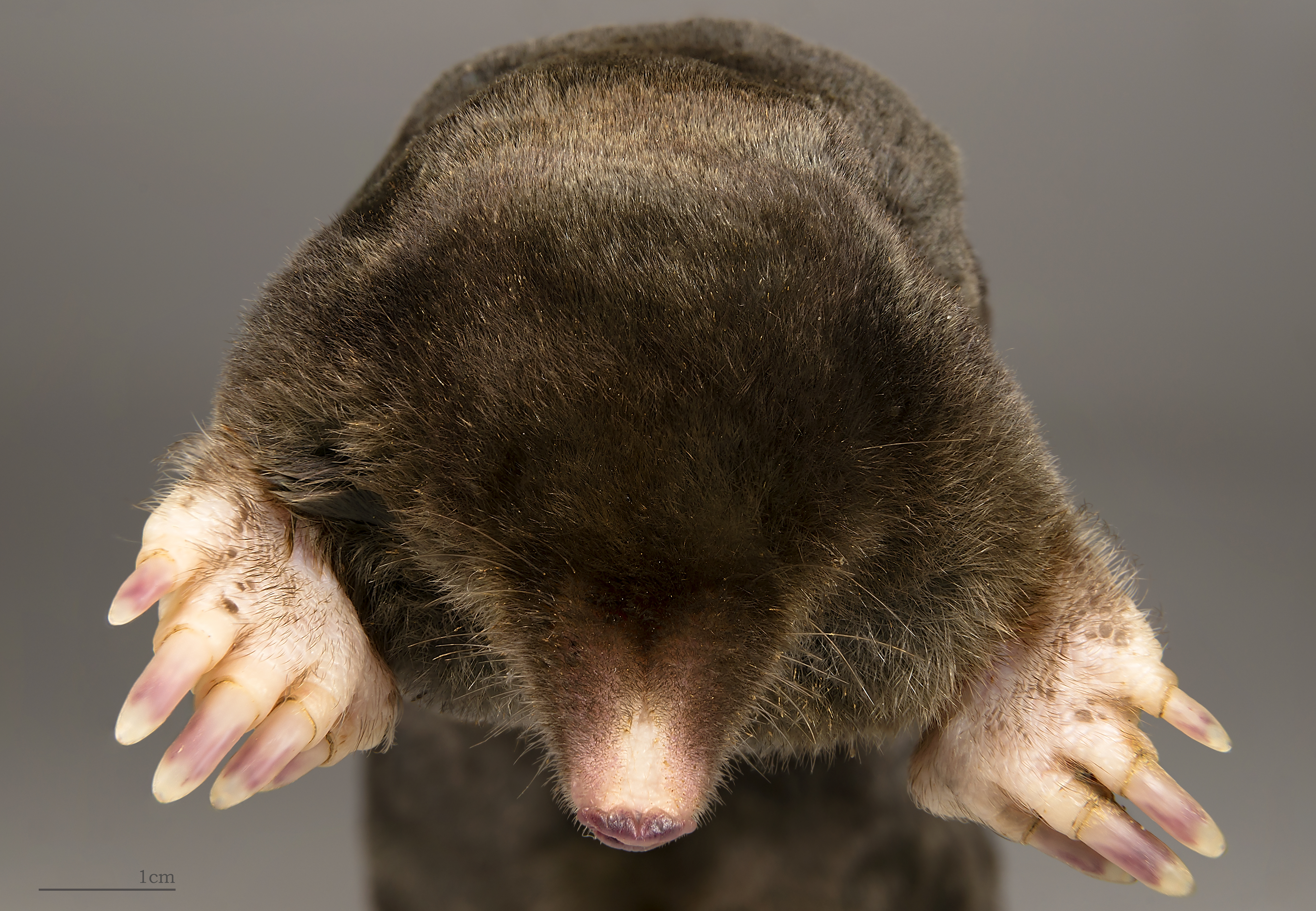
顔
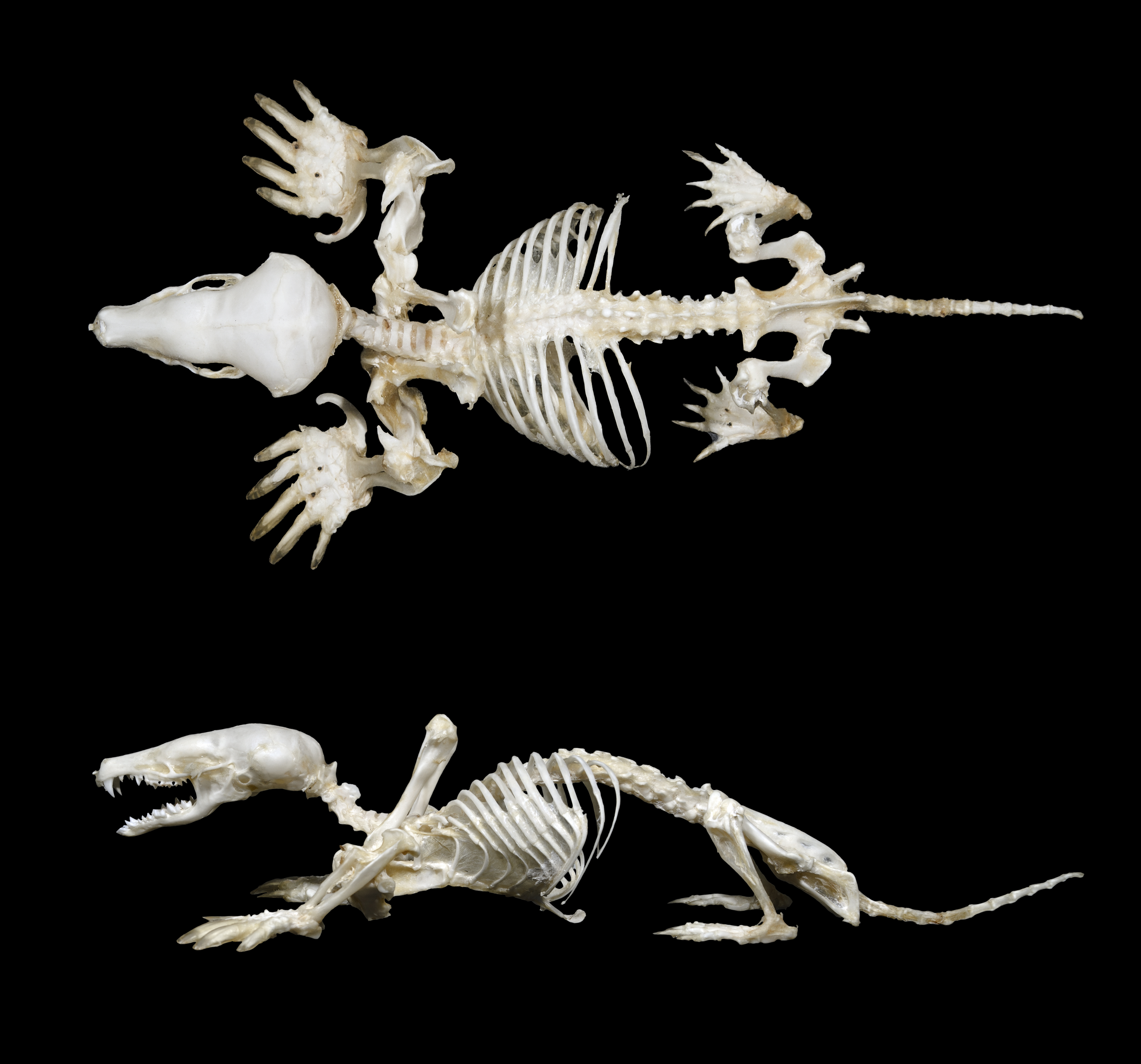
骨格
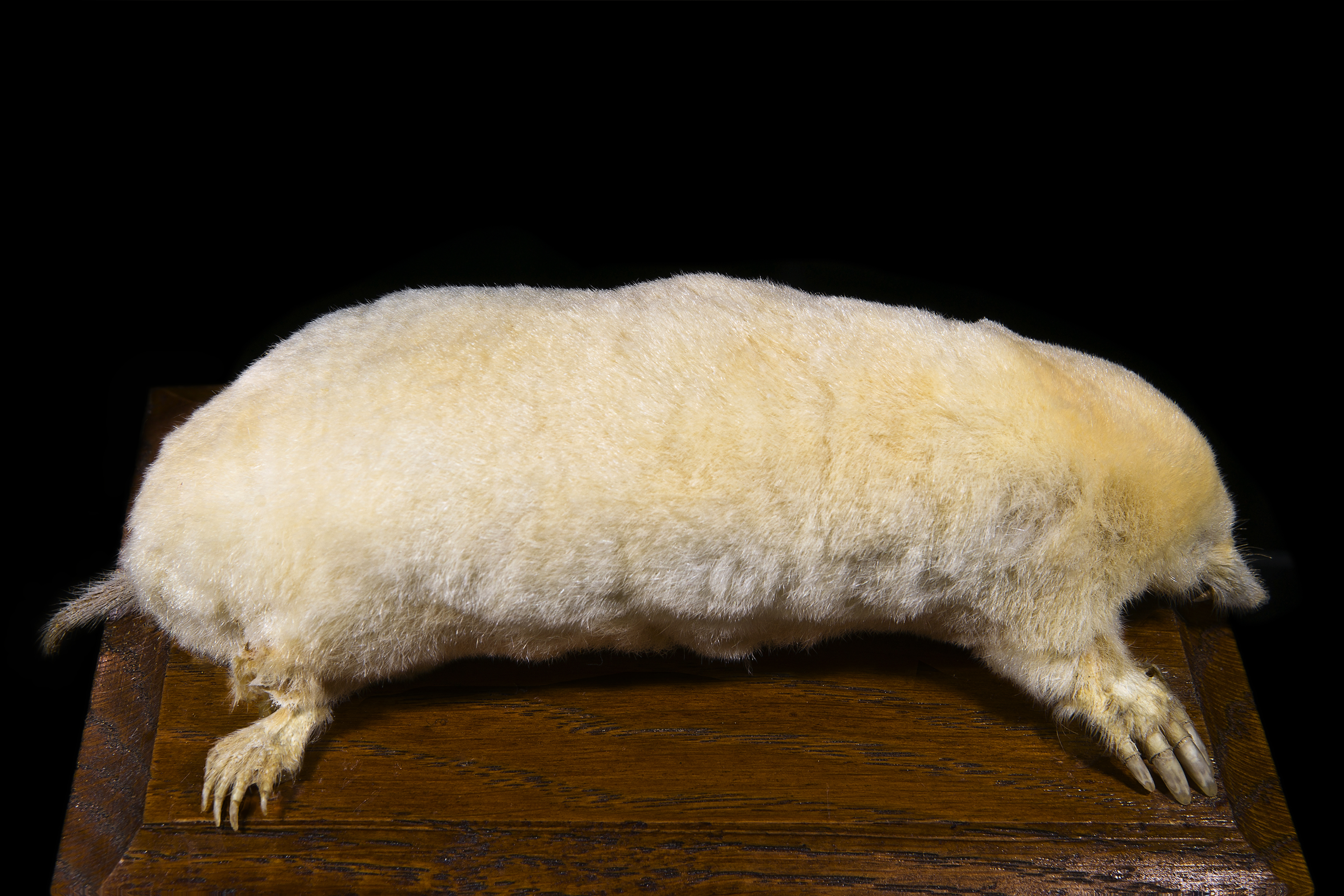
アルビノ